# Oxya prominenangula
Oxya prominenangula är en insektsart som beskrevs av Zheng, Z. och F-m. Shi 2001. Oxya prominenangula ingår i släktet Oxya och familjen gräshoppor. Inga underarter finns listade i Catalogue of Life.